# Canton de Marmande-2
Le canton de Marmande-2 est une circonscription électorale française du département de Lot-et-Garonne.

## Histoire
Un nouveau découpage territorial de Lot-et-Garonne entre en vigueur à l'occasion des élections départementales de 2015. Il est défini par le décret du 26 février 2014, en application des lois du 17 mai 2013 (loi organique 2013-402 et loi 2013-403). Les conseillers départementaux sont, à compter de ces élections, élus au scrutin majoritaire binominal mixte. Les électeurs de chaque canton élisent au Conseil départemental, nouvelle appellation du Conseil général, deux membres de sexe différent, qui se présentent en binôme de candidats. Les conseillers départementaux sont élus pour 6 ans au scrutin binominal majoritaire à deux tours, l'accès au second tour nécessitant 12,5 % des inscrits au 1er tour. En outre la totalité des conseillers départementaux est renouvelée. Ce nouveau mode de scrutin nécessite un redécoupage des cantons dont le nombre est divisé par deux avec arrondi à l'unité impaire supérieure si ce nombre n'est pas entier impair, assorti de conditions de seuils minimaux. En Lot-et-Garonne, le nombre de cantons passe ainsi de 40 à 21.
Le canton de Marmande-2 est formé d'une fraction de Marmande et de communes des anciens cantons de Marmande-Est (7 communes) et de Le Mas-d'Agenais (3 communes). Il est entièrement inclus dans l'arrondissement de Marmande. Le bureau centralisateur est situé à Marmande.

## Représentation
| Période élective | Période élective | Mandat | Mandat   | Identité        | Nuance | Nuance | Qualité |
| ---------------- | ---------------- | ------ | -------- | --------------- | ------ | ------ | --- |
| 2015             | 2021             | 2015   | 2021     | Jacques Bilirit |        | PS     | Directeur du Syndicat mixte de développement économique du Marmandais Maire de Fourques-sur-Garonne 2ème Vice-Président du Conseil départemental Ancien conseiller général du Canton de Marmande-Est (2004-2015) |
| 2015             | 2021             | 2015   | 2021     | Sophie Borderie |        | PS     | Infirmière anesthésiste Conseillère municipale de Marmande Présidente du Conseil départemental depuis le 17 mai 2019                                                                                             |
| 2021             | 2028             | 2021   | en cours | Jacques Bilirit |        | PS     | Directeur du Syndicat mixte de développement économique du Marmandais Maire de Fourques-sur-Garonne, vice-président chargé de la culture.                                                                        |
| 2021             | 2028             | 2021   | en cours | Sophie Borderie |        | PS     | infirmière anesthésiste Conseillère municipale de Marmande, Présidente du conseil départemental |

### Résultats détaillés

#### Élections de mars 2015
À l'issue du 1er tour des élections départementales de 2015, trois binômes sont en ballottage : Jacques Bilirit et Sophie Borderie (PS, 33,59 %), Martine Calzavara et Thierry Constans (Union de la Droite, 29,29 %) et Valérie Emery et Laurent Gay (FN, 28,84 %). Le taux de participation est de 56,27 % (7 188 votants sur 12 775 inscrits) contre 57,81 % au niveau départemental et 50,17 % au niveau national.
Au second tour, Jacques Bilirit et Sophie Borderie (PS) sont élus avec 39,08 % des suffrages exprimés et un taux de participation de 60,05 % (2 896 voix pour 7 726 votants et 12 865 inscrits).

#### Élections de juin 2021
Le premier tour des élections départementales de 2021 est marqué par un très faible taux de participation (33,26 % au niveau national). Dans le canton de Marmande-2, ce taux de participation est de 34,76 % (4 480 votants sur 12 887 inscrits) contre 39,29 % au niveau départemental. À l'issue de ce premier tour, deux binômes sont en ballottage : Jacques Bilirit et Sophie Borderie (PS, 50,43 %) et Pascal Beteille et Martine Calzavara (DVD, 28,76 %).
Le second tour des élections est marqué une nouvelle fois par une abstention massive équivalente au premier tour. Les taux de participation sont de 34,36 % au niveau national, 41,08 % dans le département et 37,99 % dans le canton de Marmande-2. Jacques Bilirit et Sophie Borderie (PS) sont élus avec 57,52 % des suffrages exprimés (2 592 voix pour 4 897 votants et 12 891 inscrits),,.

## Composition
| Nom                              | Code Insee | Intercommunalité                | Superficie (km2) | Population (dernière pop. légale)               | Densité (hab./km2) | Modifier                                    |
| -------------------------------- | ---------- | ------------------------------- | ---------------- | ----------------------------------------------- | ------------------ | ------------------------------------------- |
| Marmande (bureau centralisateur) | 47157      | CA Val de Garonne Agglomération | 45,06            | Fraction : 8 844 (2022) Commune : 17 361 (2022) | 385                | modifier les données · modifier les données |
| Birac-sur-Trec                   | 47028      | CA Val de Garonne Agglomération | 14,34            | 831 (2022)                                      | 58                 | modifier les données · modifier les données |
| Caumont-sur-Garonne              | 47061      | CA Val de Garonne Agglomération | 11,61            | 815 (2022)                                      | 70                 | modifier les données · modifier les données |
| Fauguerolles                     | 47094      | CA Val de Garonne Agglomération | 6,93             | 827 (2022)                                      | 119                | modifier les données · modifier les données |
| Fourques-sur-Garonne             | 47101      | CA Val de Garonne Agglomération | 13,96            | 1 307 (2022)                                    | 94                 | modifier les données · modifier les données |
| Gontaud-de-Nogaret               | 47110      | CA Val de Garonne Agglomération | 29,51            | 1 641 (2022)                                    | 56                 | modifier les données · modifier les données |
| Longueville                      | 47150      | CA Val de Garonne Agglomération | 4,79             | 375 (2022)                                      | 78                 | modifier les données · modifier les données |
| Saint-Pardoux-du-Breuil          | 47263      | CA Val de Garonne Agglomération | 7,30             | 618 (2022)                                      | 85                 | modifier les données · modifier les données |
| Samazan                          | 47285      | CA Val de Garonne Agglomération | 17,25            | 855 (2022)                                      | 50                 | modifier les données · modifier les données |
| Taillebourg                      | 47304      | CA Val de Garonne Agglomération | 7,11             | 65 (2022)                                       | 9,1                | modifier les données · modifier les données |
| Virazeil                         | 47326      | CA Val de Garonne Agglomération | 19,87            | 1 696 (2022)                                    | 85                 | modifier les données · modifier les données |
| Canton de Marmande-2             | 4714       |                                 |                  | 17 874 (2022)                                   |                    | modifier les données                        |

Le canton de Marmande-2 comprend :
1. dix communes entières,
2. la partie de la commune de Marmande non comprise dans le canton de Marmande-1.

## Démographie
En 2022, le canton comptait 17 874 habitants, en évolution de −0,18 % par rapport à 2016 (Lot-et-Garonne : −0,18 %, France hors Mayotte : +2,11 %).
| 2013   | 2018   | 2022   |
| ------ | ------ | ------ |
| 17 873 | 17 999 | 17 874 |